# 中国工农红军少共国际团
中国工农红军少共国际团是红四方面军在鄂豫皖根据地1931年1月组建的一支部队。团长李隆兴。后编为红四军第10师第29团。
红四方面军战略转移开辟川陕根据地后，1932年12月吴瑞林任川陕甘少年先锋营营长、少年先锋团政治委员。在少先队、儿童团等组织的基础上，川陕省委成立了少共先锋独立师。
红四方面军移师旺苍后，为冲破敌军刘湘、邓锡侯的“川陕会剿”，决定在少共先锋独立师的基础上，组建少共国际先锋师。为此在苏区的旺苍、苍溪、昭化、利州区四川宣传鼓动，至今在山岩上仍然可见当年留下的巨型红军标语“穷苦青年兄弟们，赶快参加少年先锋营，完成少年先锋师，配合红军，快快的消灭刘湘”等。1935年1月初，在旺苍瘟祖庙少共国际先锋师正式组建，共有2800多人，设两个团。
1935年1月下旬开始了“广（元）昭（化）战役”、“陕南战役”、“西渡嘉陵江战役”。少共国际先锋师的任务是保卫后方机关、运送粮食弹药、救护伤病员、清剿土匪、阻击敌人、侦察敌情等。1935年3月下旬，少共国际先锋师和红四方面军妇女团奉命将1200名伤员从旺苍坝、庙儿湾送到百里外的苍溪永宁铺兵站。1935年4月中旬，少共国际先锋师随同红四方面军撤离旺苍，西渡嘉陵江。长征途中，少共国际先锋师担任掩护和保卫红军后方机关的任务，并沿途宣传抗日。

## 领导人
- 师长：叶明（从红四方面军政治部调任，兼少共川陕省委指挥部总指挥长。1936年6月调任红四方面军教导团团长.1955年开国少将）
- 师政委：高厚良（从红四方面军教导大队学员调任，兼少共川陕省总指挥部指导员兼少共川陕省委书记。1936年6月调任西北革命军事委员会交通队（张国焘警卫队）副队长.1955年开国少将）